# Вильгельм Баденский
Людвиг Вильгельм Август Баденский (нем. Ludwig Wilhelm August von Baden; 18 декабря 1829, Карлсруэ — 27 апреля 1897, Карлсруэ) — принц Баденский, прусско-баденский политик и генерал пехоты.

## Биография
Вильгельм — третий сын великого герцога Леопольда Баденского (1790—1852) и принцессы Софии Шведской (1801—1865), дочери свергнутого шведского короля Густава IV Адольфа.
В 1849 году поступил на службу в прусский 1-й гвардейский пехотный полк в звании старшего лейтенанта. Перешёл в 1856 году в артиллерийскую гвардию в звании майора. Дослужился до генерал-майора и командира артиллерийской бригады. Ушёл в отставку в 1863 году со службы в прусской армии и сочетался браком с княгиней Марией Лейхтенбергской в Санкт-Петербурге.
Вильгельм Баденский был членом масонской ложи «Урания к бессмертию» в Берлине и почётным членом ложи «Карл к согласию» в Мангейме.

### Военная карьера
На Австро-прусско-итальянской войне между Пруссией и Австрийской империей в 1866 году принял главное командование 8-м федеральным корпусом Баденской армии, которая сражалась на стороне Германского союза. Оппоненты обвиняли его в том, что он должен понести ответственность за неудачный поход и провал кампании из-за своего чрезмерно осторожного руководства. На Франко-прусской войне 1870—1871 командовал 1-й Баденской бригадой корпуса Вердера. Был тяжело ранен около Нюи-Сен-Жоржа.

## Награды
Великого герцогства Баден:
- Орден Верности, большой крест
- Орден Военных заслуг Карла Фридриха, большой крест
- Орден Церингенского льва, большой крест с мечами
- Орден Бертольда I, большой крест

Королевства Пруссия:
- Орден Чёрного орла (20 сентября 1856); введен в члены капитула ордена с вручением цепи ордена (18 января 1857)[5]
- Орден Красного орла 1-го класса (20 сентября 1856, как кавалер ордена Чёрного орла); мечи к ордену (1861)[6]
- Железный крест 1-го класса и 2-го класса на чёрной ленте (1870)[7]
- Орден «Pour le Mérite» (18 января 1895)
- Медаль в память войны 1870-71 годов[нем.]

Российской империи:
- Орден Святой Анны 1-й степени
- Орден Белого орла
- Орден Святого Александра Невского (18 марта 1855)
- орден Святого апостола Андрея Первозванного (26 августа 1856)
- Орден Святого Георгия 4-й степени (№ 10206; 6 марта 1861)

Прочие:
- Орден Почётного легиона, большой крест (28 июня 1860, Вторая Французская империя)
- Орден Людвига, большой крест (великое герцогство Гессен)
- Орден Благовещения (королевство Италия)
- Австрийский императорский орден Леорольда, большой крест (Австро-Венгрия)
- Орден Заслуг герцога Петра Фридриха Людвига, большой крест (великое герцогство Ольденбург)
- Орден Рутовой короны (королевство Саксония)
- Орден Белого сокола, большой крест (великое герцогство Саксен-Веймар-Эйзенах)
- Орден Саксен-Эрнестинского дома, большой крест
- Орден Вюртембергской короны, большой крест (королевство Вюртемберг)
- Династический орден Альбрехта Медведя, большой крест
- Орден Вендской короны, большой крест c короной в руде (великие герцогства Мекленбург-Шверин и Мекленбург-Стрелиц)
- Орден Князя Даниила I, большой крест (княжество Черногория)
- Орден Золотого льва Нассау, большой крест (королевство Нидерланды)

## Семья
Был женат на внучке императора Николая I, светлейшей княгине Марии Максимилиановне Романовской, герцогине Лейхтенбергской, после замужества ставшей принцессой Баденской, дочери герцога Максимилиана Лейхтенбергского (1817—1852) и великой княгини Марии Николаевны. Супруги были дальними родственниками, имея общего предка — ландграфа Гессен-Дармштадтского Людвига VIII. Церемония бракосочетания состоялась 11 февраля 1863 года. В браке родилось двое детей:
- Мария (1865—1939) — супруга принца Фридриха II Ангальтского (1856—1918),
- Максимилиан (1867—1929) — последний канцлер Германской империи, объявивший об отречении императора Вильгельма II. Позднее — глава дома Бадена.

## Галерея изображений
- Памятник принцу Вильгельму Баденскому в Карлсруэ. Скульптор Герман Фольц
- Бюст принца Вильгельма Баденского в Залеме
- Саркофаг принца Вильгельма Баденского в Великогерцогской усыпальнице в Карлсруэ